# Wend von Wietersheim
Wend von Wietersheim (ur. 18 kwietnia 1900 w Neuland Löwenberg, zm. 19 września 1975 w Bad Honnef) − niemiecki oficer Wehrmachtu w randze Generalleutnanta. Służył w czasie I i II wojny światowej. Za swoją służbę został odznaczony Krzyżem Rycerskim Krzyża Żelaznego z Liśćmi Dębu i Mieczami.

## Życie
Wend von Wietersheim był synem Waltera von Wietersheim (1863-1919), urzędnika państwowego i posiadacza majątku Nowy Ląd (później część Niwnic). Jego starszym bratem był późniejszy starosta lwówecki Mark von Wietersheim (1897–1969).
W I wojnie światowej Wietersheim miał stopień chorążego (Fähnrich). W 1919 r. został awansowany na lejtnanta i przejęty przez Reichswehrę, gdzie służył w różnych regimentach kawalerii.
W 1938 r. przeniósł się do wojsk pancernych, początkowo w sztabie 3 Dywizji Pancernej uczestniczył w kampanii wrześniowej. Awansowany na majora w marcu 1940 w I Dywizji Pancernej dowodził najpierw 1 batalionem motocyklowym (Kradschützen Bataillon 1) w bitwie o Francję. Następnie (w stopniu podpułkownika) dowodził 113 pułkiem grenadierów pancernych (Panzer-Grenadier-Regiment 113) w wojnie niemiecko-radzieckiej. Został odznaczony za walki w rejonie Rżewa. W kwietniu 1942 r. awansowany do stopnia pułkownika. W 1943 r. objął dowództwo 11 Dywizji Pancernej znanej jako dywizja duchów (Gespensterdivision). Z krótką przerwą spowodowaną raną wojenną, pozostawał dowódcą tej dywizji do końca wojny. W listopadzie 1943 został awansowany na generalmajora. Do maja 1944 r. walczył z 11 Dywizją Pancerna na Ukrainie. a następnie we Francji, gdzie w lipcu 1944 r. Wietersheim dostał awans na generalleutnanta.
5 maja 1945 r. skapitulował w Bawarii przed Amerykanami. Nie został jednak wzięty do niewoli.
Zmarł 19 września 1975 w Bad Honnef.

## Odznaczenia
- Krzyż Żelazny (1914) 
  - II klasa (1 października 1939)
  - I Klasa (20 maja 1940)
- Srebrną Odznakę Pancernej Brygady
- Czarna Odznaka za Rany
- Złoty Krzyż Niemiecki
- Krzyż Rycerski Krzyża Żelaznego z Liśćmi Dębu i Mieczami
  - Krzyż Rycerski - 10 stycznia 1942
  - Liście Dębu - 12 stycznia 1943
  - Miecze - 26 marca 1944

## Literatura
- Berger, Florian (2000). Mit Eichenlaub und Schwertern. Die höchstdekorierten Soldaten des Zweiten Weltkrieges. Selbstverlag Florian Berger. ISBN 3-9501307-0-5.
- Fellgiebel, Walther-Peer (2000). Die Träger des Ritterkreuzes des Eisernen Kreuzes 1939-1945. Friedburg, Niemcy: Podzun-Pallas. ISBN 3-7909-0284-5.
- Helden der Wehrmacht - Unsterbliche deutsche Soldaten (po niemiecku). München, Niemcy: FZ-Verlag GmbH, 2004. ISBN 3-924309-53-1.